# Tommy Dunderdale
Thomas „Tommy“ Dunderdale (* 6. Mai 1887 in Benalla, Australien; † 15. Dezember 1960 in Winnipeg, Manitoba, Kanada) war ein professioneller australisch-kanadischer Eishockeyspieler, der in seiner aktiven Zeit von 1905 bis 1924 unter anderem für die Montreal Shamrocks und Quebec Bulldogs in der National Hockey Association gespielt hat. 

## Karriere
Tommy Dunderdale, der mit 17 Jahren nach Kanada auswanderte, begann seine Karriere als Eishockeyspieler in der Manitoba Professional Hockey League, in der er von 1905 bis 1909 für die Winnipeg Ramblers, Winnipeg Strathconas, Winnipeg Maple Leafs und Winnipeg Shamrocks aktiv war. Anschließend wechselte der Angreifer in die National Hockey Association, die Vorgängerliga der National Hockey League, in der er je ein Jahr lang für die Montreal Shamrocks und Quebec Bulldogs spielte. Von 1911 bis 1923 stand der Rechtsschütze für die Victoria Aristocrats (ab 1921 Victoria Cougars) und Portland Rosebuds auf dem Eis, wobei er mit Victoria 1914 die Meisterschaft der PCHA gewann. 
Dunderdale gehörte zu den besten Spielern der PCHA und wurde insgesamt sechs Mal in das All-Star Team der Liga gewählt. Seine Laufbahn beendete er im Anschluss an die Saison 1923/24 bei den Saskatoon Crescents und Edmonton Eskimos aus der Western Canada Hockey League. Als erster und einziger Australier wurde er 1974 in die Hockey Hall of Fame aufgenommen.

## Erfolge und Auszeichnungen
| - 1912 PCHA First All-Star Team - 1913 PCHA First All-Star Team - 1914 PCHA-Meister mit den Victoria Aristocrats | - 1914 PCHA First All-Star Team - 1915 PCHA First All-Star Team - 1920 PCHA First All-Star Team - 1922 PCHA First All-Star Team |